# Okręg wyborczy Chingford
Okręg wyborczy Chingford powstał w 1974 r. i wysyłał do brytyjskiej Izby Gmin jednego deputowanego. Okręg obejmował miasto Chingford w London Borough of Waltham Forest. Został zniesiony w 1997 r.

## Deputowani do brytyjskiej Izby Gmin z okręgu Chingford
- 1974–1992: Norman Tebbit, Partia Konserwatywna
- 1992–1997: Iain Duncan Smith, Partia Konserwatywna